# Partito del Socialismo Europeo
Il Partito del Socialismo Europeo (PSE o PES), meglio noto come Partito Socialista Europeo, è un partito politico europeo di orientamento socialdemocratico fondato nel 1992.
Precursore del partito è stata la Confederazione dei Partiti Socialisti della Comunità Europea, fondata nel 1973.
In sede di Parlamento europeo, il PSE ha dato vita nel 2009 all'Alleanza Progressista dei Socialisti e dei Democratici; prima di allora, aderiva al gruppo del Partito del Socialismo Europeo (la cui denominazione ufficiale è tuttavia variata nel corso del tempo).
Il Presidente del PSE è l'ex primo ministro svedese Stefan Löfven, eletto durante il Congresso del partito a Berlino del 2022.

## Nome
Oltre al nome italiano, i seguenti nomi sono ufficiali e utilizzati nelle rispettive lingue:
- Albanese: Partia e Socialistëve Europianë
- Bosniaco: Stranka evropskih socijalista
- Bulgaro: Партия на европейските социалисти, Partija na evropejskite socialisti
- Croato: Stranka europskih socijalista
- Ceco: Strana evropských socialistů
- Danese: De Europæiske Socialdemokrater
- Estone: Euroopa Sotsialistlik Partei
- Finlandese: Euroopan sosialidemokraattinen puolue
- Francese: Parti socialiste européen
- Greco: Ευρωπαϊκό Σοσιαλιστικό Κόμμα, Eurōpaïko Sosialistiko Komma
- Inglese: Party of European Socialists
- Irlandese: Páirtí na Sóisialaithe Eorpach
- Islandese: Flokkur evrópskra sósíalista
- Lettone: Eiropas Sociāldemokrātiskā partija
- Lituano: Europos socialistų partija
- Lussemburghese: Partei vun den Europäesche Sozialisten
- Macedone: Партија на европските социјалисти, Partija na evropskite socijalisti
- Maltese: Partit tas-Soċjalisti Ewropej
- Norvegese: Det europeiske sosialdemokratiske partiet
- Olandese: Partij van Europese Socialisten
- Polacco: Partia Europejskich Socjalistów
- Portoghese: Partido Socialista Europeu
- Rumeno: Partidul Socialiștilor Europeni
- Serbo: Партија европских социјалиста, Partija evropskih socijalista
- Slovacco: Strana európskych socialistov
- Sloveno: Stranka evropskih socialistov
- Spagnolo: Partido Socialista Europeo
- Svedese: Europeiska socialdemokratiska partiet
- Tedesco: Sozialdemokratische Partei Europas
- Turco: Avrupa Sosyalistler Partisi
- Ungherese: Európai Szocialisták Pártja

Nel marzo 2014, in seguito all'ammissione del PD nel partito, è stata aggiunta al logo del partito il motto "Socialisti e Democratici".

## Storia
Nel 1953 nell'Assemblea Comune della CECA si forma il Gruppo Socialista, composto dai Socialdemocratici tedeschi, i Socialisti e Socialdemocratici Italiani, i Socialisti Francesi, i Socialisti belgi, i Laburisti Olandesi e i Socialisti Lussemburghesi.
Nel 1973 i socialisti europei formano la Confederazione dei Partiti Socialisti della Comunità Europea, con l'aggiunta poi dei Laburisti Britannici e Irlandesi.
L'atto costitutivo dell'attuale PSE, firmato a L'Aia nel 1992, reca le firme, per l'Italia, dei segretari dei tre partiti membri dell'epoca: Bettino Craxi (PSI), Achille Occhetto (PDS) e Carlo Vizzini (PSDI).
Il PSE ha costituito il gruppo politico più consistente del Parlamento europeo alle elezioni del 1979, del 1984, del 1989 e del 1994, il secondo a quelle del 1999, del 2004, del 2009, del 2014 e del 2019.
Per integrare l'italiano Partito Democratico, il suo omologo cipriota e il lettone Partito dell'Armonia Nazionale, nessuno dei quali membro del partito, il PSE crea nel 2009 all'interno del Parlamento europeo il gruppo dell'Alleanza Progressista dei Socialisti e dei Democratici, con 184 deputati, ultima evoluzione dello storico gruppo socialista.
Nel 2010 viene istituita la Foundation for European Progressive Studies (FEPS) come think tank del PSE.
Il 27 febbraio 2014 la direzione del Partito Democratico italiano decide a larga maggioranza l'adesione al PSE. Nel marzo 2014, in seguito al congresso di Roma, il PSE aggiunge la dicitura "Socialisti & Democratici" al suo logo ufficiale.
Nell'ottobre 2023, a seguito del memorandum d'intesa volto alla formazione di un governo di coalizione siglato dai partiti slovacchi Smer e Hlas con SNS, giudicato un "partito di estrema destra", la direzione del PSE sospende i due partiti.

## Ideologia e posizioni
Secondo il manifesto firmato il 1º dicembre 2008, il partito vuole:
- rilanciare l'economia e prevenire nuove crisi finanziarie;
- una nuova Europa sociale - dare alle persone un patto per l'equità;
- trasformare l'Europa nella forza leader nel mondo contro i cambiamenti climatici;
- promuovere l'uguaglianza di genere;
- sviluppare un'efficace politica europea sull'immigrazione;
- accrescere il ruolo dell'Europa come partner per la pace, la sicurezza e lo sviluppo.

### Diritti sociali e civili
Sostiene fortemente il “diritto alla disconnessione” per legge, in modo che una persona «debba lavorare solo durante le ore del suo contratto e quando è pagato», affinché non ci sia più pressione sui dipendenti per essere sempre disponibili, lavoro non retribuito, stress e burnout.
Si batte per una strategia per raggiungere l’uguaglianza di genere, propone infatti il superamento del divario di genere in termini retributivi e pensionistici, la difesa della salute sessuale e riproduttiva della donna e dei suoi diritti, l’equilibrio di genere nelle posizioni apicali e nei processi decisionali, l’entrata in vigore della direttiva sull’equilibrio tra vita privata e professionale, la lotta alla tratta di esseri umani e allo sfruttamento sessuale/lavorativo, e l’eradicazione della violenza contro la donna e la violenza di genere.

### Fiscalità
Sostiene fortemente un piano per combattere evasione ed elusione fiscale per recuperare centinaia di miliardi di euro. Propone un'aliquota fiscale minima globale del 21% per limitare la concorrenza fiscale tra i paesi e generare entrate che finanziano i servizi pubblici per tutti.

## Presidenti
Il partito PSE ha avuto undici presidenti:
| N° | Presidente | Presidente                   | Periodo                            | Partito nazionale                                  | Stato membro |
| -- | ---------- | ---------------------------- | ---------------------------------- | -------------------------------------------------- | ------------ |
| 1  |            | Wilhelm Dröscher (1920–1977) | aprile 1974 – gennaio 1979         | Partito Socialdemocratico di Germania              | Germania     |
| 2  |            | Robert Pontillon (1921–1992) | gennaio 1979 – marzo 1980          | Partito Socialista                                 | Francia      |
| 3  |            | Joop den Uyl (1919–1987)     | marzo 1980 – maggio 1987           | Partito del Lavoro                                 | Paesi Bassi  |
| 4  |            | Vítor Constâncio (1943)      | maggio 1987 – febbraio 1989        | Partito Socialista                                 | Portogallo   |
| 5  |            | Guy Spitaels (1931–2012)     | febbraio 1989 – maggio 1992        | Partito Socialista                                 | Belgio       |
| 6  |            | Willy Claes (1938)           | maggio 1992 – ottobre 1994         | Partito Socialista Differente                      | Belgio       |
| 7  |            | Rudolf Scharping (1947)      | marzo 1995 – maggio 2001           | Partito Socialdemocratico di Germania              | Germania     |
| 8  |            | Robin Cook (1946–2005)       | maggio 2001 – 24 aprile 2004       | Partito Laburista                                  | Regno Unito  |
| 9  |            | Poul Nyrup Rasmussen (1943)  | 24 aprile 2004 – 24 novembre 2011  | Socialdemocratici                                  | Danimarca    |
| 10 |            | Sergej Stanišev (1966)       | 24 novembre 2011 – 14 ottobre 2022 | Partito Socialista Bulgaro                         | Bulgaria     |
| 11 |            | Stefan Löfven (1957)         | 14 ottobre 2022 – in carica        | Partito Socialdemocratico dei Lavoratori di Svezia | Svezia       |

## Congressi
I congressi del Partito del Socialismo Europeo (PSE) sono organizzati ogni due anni e mezzo, una volta durante l'anno in cui si tengono le elezioni per il Parlamento europeo, e una volta a metà mandato.
Il Congresso di Bruxelles del 28-29 settembre 2012 ha portato all'elezione del nuovo Presidente del partito e ha preparato le proposte comuni per le elezioni europee del 2014. Il congresso ha puntato anche ad adottare un processo "più democratico e trasparente" per la selezione del candidato socialista alla presidenza della Commissione europea nel 2014. I socialisti sperano di riuscire a sconfiggere José Manuel Durão Barroso, beneficiando del fallimento delle destre europee nell'affrontare la crisi economico-finanziaria in Europa. Durante il congresso è stato eletto nuovo Presidente l'ex-primo ministro della Bulgaria Sergej Stanišev, con il 91% dei voti dei 350 delegati dei 34 partiti socialisti europei. Come suoi vice sono stati eletti il francese Jean-Christophe Cambadélis, l'inglese Jan Royall, la spagnola Elena Valenciano e la slovacca Katarína Neved'alová.
Stanišev fu riconfermato presidente il 22–23 giugno 2015 al Congresso di Budapest. Anche Achim Post (SPD) fu riconfermato segretario generale; come vice-presidenti furono eletti Jean-Christophe Cambadélis (PS), Carin Jämtin (Socialdemocratici Svedesi), Katarína Neveďalová (Smer-SD) e Jan Royall (Labour).
Il 7–8 dicembre 2019 al Congresso del PES di Lisbona Stanišev e Post furono riconfermati presidente e segretario generale. Iratxe García (PSOE) fu eletta prima vice-presidente, mentre Francisco André (Socialisti portoghesi), Katarína Neveďalová (Smer-SD) e Marita Ulvskog (Socialdemocratici di Svezia) furono eletti vice-presidenti.
Il 4 marzo 2024 il partito si riunisce a Congresso a Roma, e candida formalmente il Commissario europeo del Lavoro Nicolas Schmit per la carica di Presidente della Commissione Europea nell'ambito delle elezioni europee del 2024.

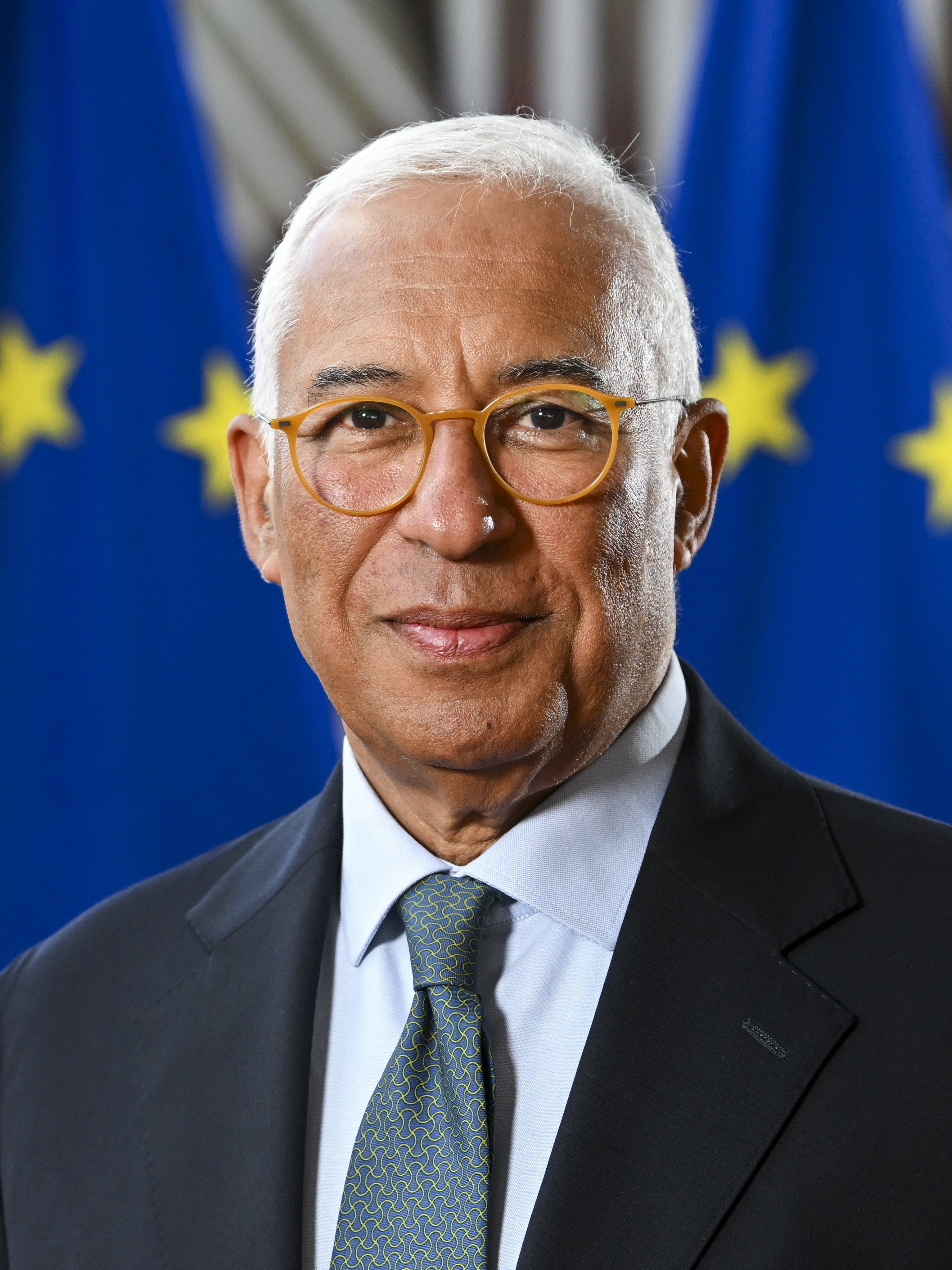
António Costa (PS), Presidente del Consiglio europeo dal 2024, già primo ministro del Portogallo.

## Finanziamento
In quanto partito politico europeo registrato, il PSE ha diritto al finanziamento pubblico europeo, che riceve ininterrottamente dal 2004.
Di seguito è riportata l'evoluzione dei finanziamenti pubblici europei ricevuti dal PSE.
Importo (€)Finanziamento pubblico europeo dei partiti politici europei02.000.0004.000.0006.000.0008.000.00010.000.00012.000.0002004200720102013201620192022Importo massimo del finanziamento pubblicoImporto del finanziamento pubblico effettivamente ricevuto
In linea con il regolamento sui partiti politici europei e sulle fondazioni politiche europee, il PSE raccoglie anche fondi privati per cofinanziare le proprie attività. Nel 2025, i partiti europei dovranno raccogliere almeno il 10% delle loro spese rimborsabili da fonti private, mentre il resto potrà essere coperto dal finanziamento pubblico europeo.
Di seguito è riportata l'evoluzione dei contributi e delle donazioni ricevuti dal PSE.
Importo (€)Contributi raccolti dai partiti politici europei200.000400.000600.000800.0001.000.0001.200.0001.400.00020042008201220162020PSE
Importo (€)Donazioni raccolte dai partiti politici europei050010001500200025002004200720102013201620192022PSE

## Nelle istituzioni dell'Unione europea
| Organizzazione     | Istituzione                         | Numero di seggi |
| ------------------ | ----------------------------------- | --------------- |
| Unione europea     | Parlamento europeo                  | 136 / 720       |
| Unione europea     | Commissione europea                 | 4 / 27          |
| Unione europea     | Consiglio europeo (Capi di governo) | 3 / 27          |
| Unione europea     | Consiglio dell'UE (Ministri)        |                 |
| Unione europea     | Comitato delle regioni              | 86 / 329        |
| Consiglio d'Europa | Assemblea parlamentare              | 157 / 612 (SOC) |

### Consiglio europeo
3 dei 27 Capi di Stato o di governo membri del Consiglio europeo appartengono al PSE:
- Pedro Sánchez, Presidente del Governo di Spagna
- Mette Frederiksen, Ministro di Stato della Danimarca
- Robert Abela, Primo Ministro di Malta

Il primo ministro slovacco Robert Fico è esponente di Smer - Direzione Socialdemocrazia, partito sospeso dal PSE nel 2023.

### Commissione europea

Frans Timmermans, già Vicepresidente della Commissione europea (2014-2023)

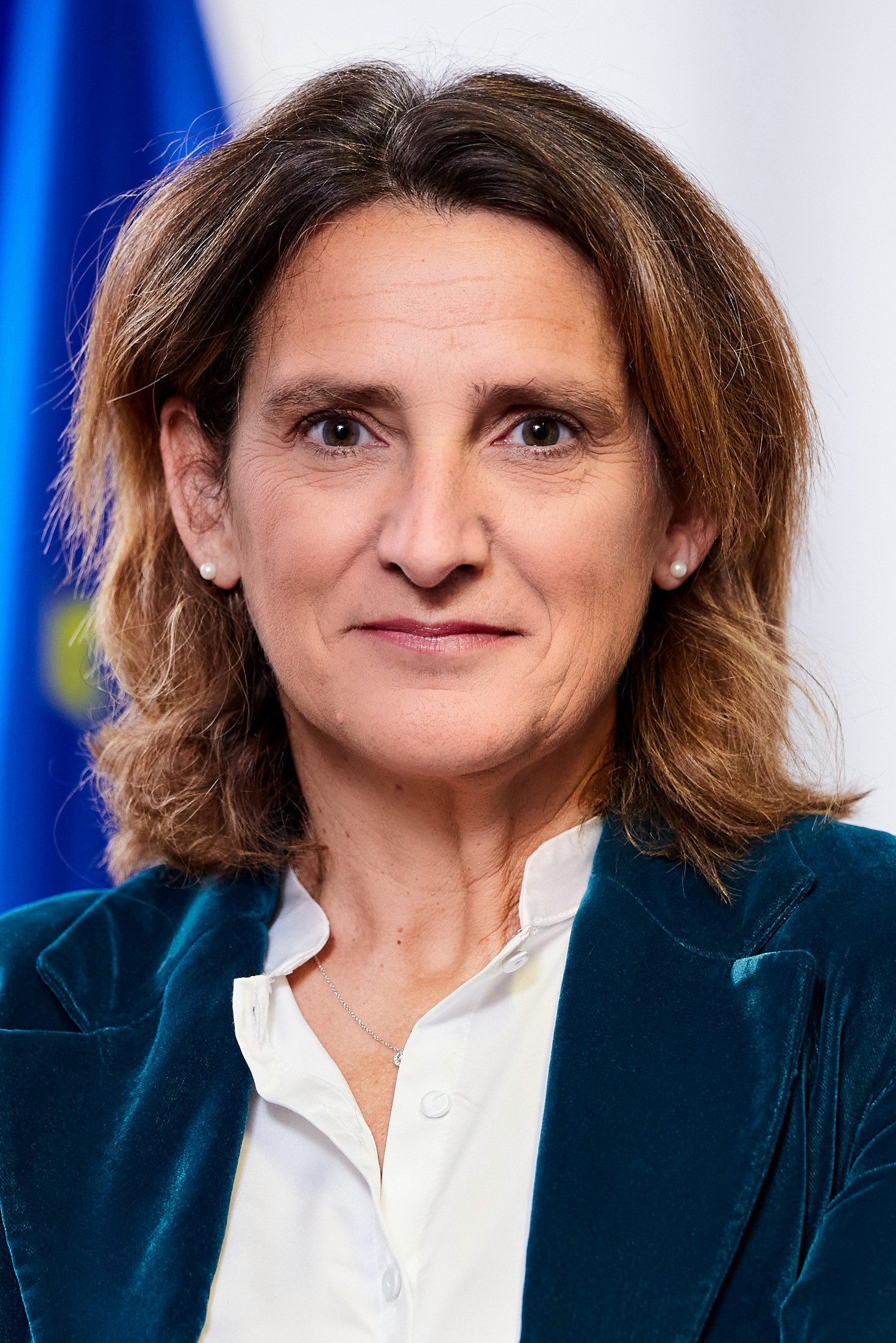
Teresa Ribera, Prima Vicepresidente esecutiva della Commissione europea.

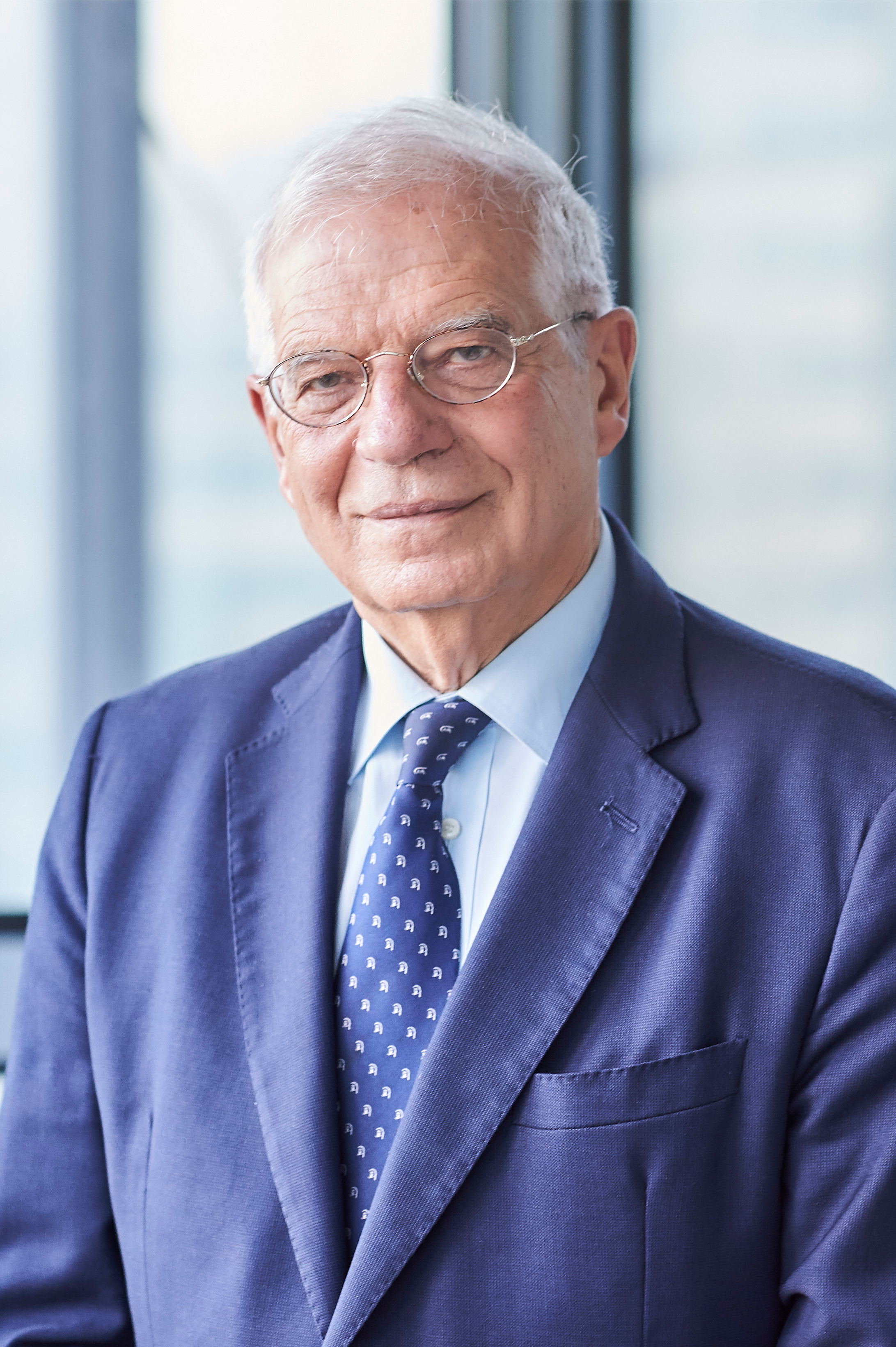
Josep Borrell, già Alto Rappresentante

Commissione von der Leyen II (X legislatura, dal 1º dicembre 2024)
| Commissario/a           | Incarico e competenza | Stato membro | Partito nazionale |
| ----------------------- | --- | ------------ | ----------------- |

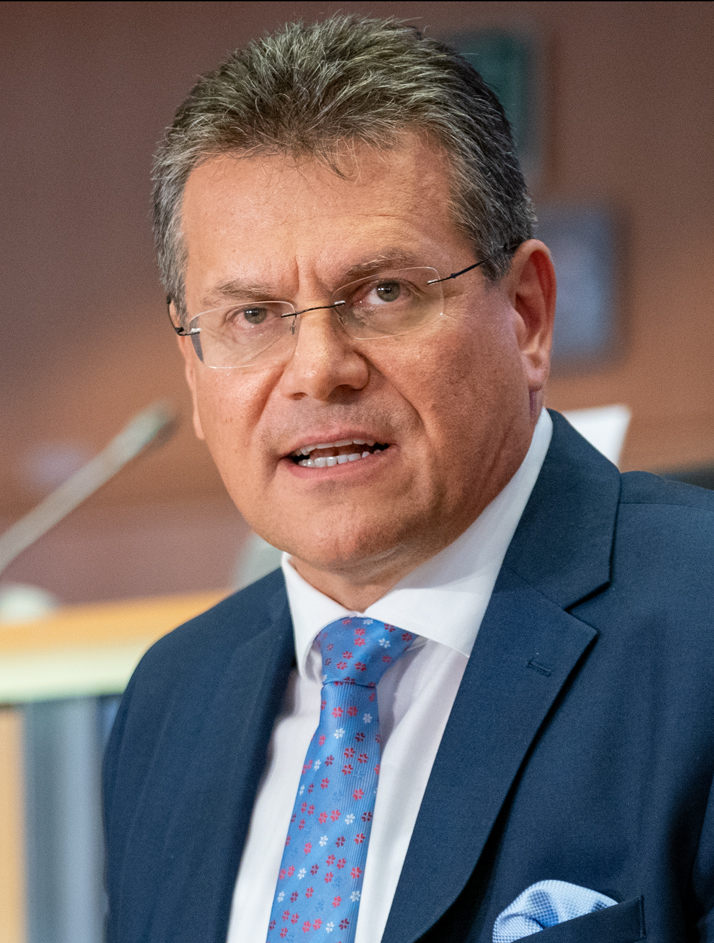
Maroš Šefčovič

| Teresa Ribera Rodríguez | Prima Vicepresidente esecutiva della Commissione europea per una transizione pulita, giusta e competitiva Commissaria europea per la concorrenza                                                  | Spagna       | PSOE              |
| Roxana Mînzatu          | Vicepresidente esecutiva della Commissione europea per le persone, le competenze e la preparazione Commissaria europea per le competenze, l'istruzione, la cultura, il lavoro e i diritti sociali | Romania      | PSD               |
| Dan Jørgensen           | Commissario europeo per l'energia e le politiche abitative | Danimarca    | S                 |
| Glenn Micallef          | Commissario europeo per l'equità intergenerazionale, la gioventù, la cultura e lo sport | Malta        | Lab               |
| Maroš Šefčovič          | Commissario europeo per il commercio, la sicurezza economica, le relazioni interistituzionali e la trasparenza                                                                                    | Slovacchia   | Smer (sospeso)    |

### Parlamento europeo
Nel Parlamento europeo il PSE è presente nell'Alleanza Progressista dei Socialisti e dei Democratici (S&D), il cui gruppo, guidato dal 2 luglio 2019 dall'eurodeputata spagnola Iratxe García Pérez, è il secondo per numero di membri dopo le elezioni europee del 2019. Il gruppo S&D conta 144 eurodeputati al dicembre 2021, di cui 136 membri del PSE (alcuni partiti nazionali appartengono al gruppo S&D pur non essendo membri del PSE, come il romeno PRO Romania e l'ungherese Coalizione Democratica). Per la prima metà della IX legislatura il gruppo S&D esprime anche il Presidente del Parlamento nella persona dell'italiano David Sassoli (PD).

### Comitato delle regioni
Nel Comitato europeo delle regioni il PSE conta 85 membri e 71 membri supplenti ed è il secondo gruppo più rappresentato. Esprime il presidente nella figura di Vasco Cordeiro (Partito Socialista portoghese).

## Oltre l'Unione europea
Esponenti del PSE sono capi di Stato o di governo in alcuni Paesi e territori extra-UE:
- Mahmud Abbas, presidente della Palestina
- Denis Bećirović, presidente di turno della Presidenza della Bosnia ed Erzegovina
- Kristrún Frostadóttir, primo ministro dell'Islanda
- Edi Rama, primo ministro dell'Albania
- Keir Starmer, primo ministro del Regno Unito
- Jonas Gahr Støre, ministro di Stato della Norvegia

## Membri

### Partiti membri attuali
I partiti nazionali che aderiscono al PSE in qualità di partiti membri (UE, Norvegia e Regno Unito) o associati sono i seguenti.
| Stato                | Partito                                            | Nome ufficiale                                                                       | Status              |
| -------------------- | -------------------------------------------------- | ------------------------------------------------------------------------------------ | ------------------- |
| Albania              | Partito Socialista d'Albania                       | Partia Socialiste e Shqipërisë                                                       | associato           |
| Austria              | Partito Socialdemocratico d'Austria                | Sozialdemokratische Partei Österreichs                                               | membro              |
| Belgio               | Vooruit                                            | Vooruit                                                                              | membro              |
| Belgio               | Partito Socialista                                 | Parti Socialiste                                                                     | membro              |
| Bosnia ed Erzegovina | Partito Socialdemocratico di Bosnia ed Erzegovina  | Socijaldemokratska Partija BiH                                                       | associato           |
| Bulgaria             | Partito Socialista Bulgaro                         | Bălgarska Socialističeska Partija (Българска социалистическа партия)                 | membro              |
| Bulgaria             | Partito dei Socialdemocratici Bulgari              | Partija Balgarski Socialdemokrati (Партия Български социалдемократи)                 | associato           |
| Cipro                | Movimento dei Socialdemocratici - EDEK             | Kinima Sosialdimokraton EDEK (Κινήμα Σοσιαλδημοκρατών ΕΔΕΚ)                          | membro              |
| Croazia              | Partito Socialdemocratico di Croazia               | Socijaldemokratska partija Hrvatske                                                  | membro              |
| Danimarca            | Socialdemocratici                                  | Socialdemokraterne                                                                   | membro              |
| Estonia              | Partito Socialdemocratico                          | Sotsiaaldemokraatlik Erakond                                                         | membro              |
| Finlandia            | Partito Socialdemocratico Finlandese               | Suomen Sosialidemokraattinen Puolue                                                  | membro              |
| Francia              | Partito Socialista                                 | Parti Socialiste                                                                     | membro              |
| Germania             | Partito Socialdemocratico di Germania              | Sozialdemokratische Partei Deutschlands                                              | membro              |
| Grecia               | Movimento Socialista Panellenico                   | Panellinio Sosialistiko Kinima (Πανελλήνιο Σοσιαλιστικό Κίνημα)                      | membro              |
| Irlanda              | Partito Laburista                                  | Irish Labour Party - Páirtí an Lucht Oibre                                           | membro              |
| Islanda              | Alleanza Socialdemocratica                         | Samfylkingin jafnaðarmannaflokkur                                                    | associato           |
| Italia               | Partito Democratico                                | Partito Democratico                                                                  | membro              |
| Italia               | Partito Socialista Italiano                        | Partito Socialista Italiano                                                          | membro              |
| Lettonia             | Partito Socialdemocratico "Armonia"                | Sociāldemokrātiskā Partija "Saskaņa"                                                 | membro              |
| Lituania             | Partito Socialdemocratico di Lituania              | Lietuvos Socialdemokratų Partija                                                     | membro              |
| Lussemburgo          | Partito Operaio Socialista Lussemburghese          | Lëtzebuerger Sozialistesch Arbechterpartei - Parti Ouvrier Socialiste Luxembourgeois | membro              |
| Macedonia del Nord   | Unione Socialdemocratica di Macedonia              | Socijaldemokratski Sojuz na Makedonija (Социјалдемократски Сојуз на Македонија)      | associato           |
| Malta                | Partito Laburista                                  | Partit Laburista                                                                     | membro              |
| Moldavia             | Partito Social Democratico della Moldavia          | Partidul Social Democrat din Moldova                                                 | associato           |
| Montenegro           | Partito Democratico dei Socialisti del Montenegro  | Demokratska Partija Socijalista Crne Gore                                            | associato           |
| Montenegro           | Partito Socialdemocratico del Montenegro           | Socijaldemokratska Partija Crne Gore                                                 | associato           |
| Norvegia             | Partito Laburista                                  | Arbeiderpartiet - Det norske Arbeiderparti                                           | membro              |
| Paesi Bassi          | Partito del Lavoro                                 | Partij van de Arbeid                                                                 | membro              |
| Polonia              | Alleanza della Sinistra Democratica                | Sojusz Lewicy Demokratycznej                                                         | membro              |
| Polonia              | Unione del Lavoro                                  | Unia Pracy                                                                           | membro              |
| Portogallo           | Partito Socialista                                 | Partido Socialista                                                                   | membro              |
| Regno Unito          | Partito Laburista                                  | Labour Party                                                                         | membro              |
| Regno Unito          | Partito Socialdemocratico e Laburista              | Social Democratic and Labour Party - Páirtí Sóisialta Daonlathach an Lucht Oibre     | membro              |
| Rep. Ceca            | Partito Socialdemocratico Ceco                     | Česká strana sociálně demokratická                                                   | membro              |
| Romania              | Partito Socialdemocratico                          | Partidul Social Democrat                                                             | membro              |
| Serbia               | Partito Democratico                                | Demokratska stranka (Демократска странка)                                            | associato           |
| Slovacchia           | Direzione - Socialdemocrazia                       | Smer – Sociálna demokracia                                                           | membro (sospeso)    |
| Slovacchia           | Voce - Socialdemocrazia                            | Hlas – sociálna demokracia                                                           | associato (sospeso) |
| Slovenia             | Socialdemocratici                                  | Socialni demokrati                                                                   | membro              |
| Spagna               | Partito Socialista Operaio Spagnolo                | Partido Socialista Obrero Español                                                    | membro              |
| Svezia               | Partito Socialdemocratico dei Lavoratori di Svezia | Socialdemokraterna - Sveriges socialdemokratiska arbetareparti                       | membro              |
| Svizzera             | Partito Socialista Svizzero                        | Sozialdemokratische Partei der Schweiz - Parti socialiste suisse                     | associato           |
| Turchia              | Partito Popolare Repubblicano                      | Cumhuriyet Halk Partisi                                                              | associato           |
| Turchia              | Partito Democratico dei Popoli                     | Halklarin Demokratik Partisi                                                         | associato           |
| Ungheria             | Partito Socialista Ungherese                       | Magyar Szocialista Párt                                                              | membro              |
| Ungheria             | Coalizione Democratica                             | Demokratikus Koalíció                                                                | associato           |

I partiti nazionali che aderiscono al PSE in qualità di partiti osservatori sono i seguenti:
| Stato          | Partito                                              | Nome ufficiale                                                 | Status      |
| -------------- | ---------------------------------------------------- | -------------------------------------------------------------- | ----------- |
| Andorra        | Partito Socialdemocratico                            | Partit Socialdemòcrata                                         | osservatore |
| Armenia        | Federazione Rivoluzionaria Armena                    | Hay Heghapokhakan Dachnaktsoutioun                             | osservatore |
| Bielorussia    | Assemblea                                            | Беларуская сацыял-дэмакратычная партыя (Грамада́)               | osservatore |
| Bielorussia    | Assemblea del Popolo                                 | Беларуская сацыял-дэмакратычная партыя (Народная Грамада)      | osservatore |
| Cipro del Nord | Partito Turco Repubblicano                           | Cumhuriyetçi Türk Partisi                                      | osservatore |
| Israele        | I Democratici                                        | HaDemokratim (הדמוקרטים)                                       | osservatore |
| Egitto         | Partito Socialdemocratico Egiziano                   | al-Ḥizb al-Miṣrī al-Dīmuqrāṭī al-Ijtimāʿī                      | osservatore |
| Lettonia       | Partito Socialdemocratico dei Lavoratori di Lettonia | Latvijas Sociāldemokrātiskā Strādnieku Partija                 | osservatore |
| Marocco        | Unione Socialista delle Forze Popolari               | Al-Ittihad Al-Ishtirakiy Lilqawat Al-Sha'abiyah                | osservatore |
| Palestina      | Fatah                                                | Fatah (فتح)                                                    | osservatore |
| Romania        | PRO Romania                                          | PRO România                                                    | osservatore |
| San Marino     | Partito dei Socialisti e dei Democratici             | Partito dei Socialisti e dei Democratici                       | osservatore |
| Serbia         | Partito della Libertà e della Giustizia              | Странка слободе и правде                                       | osservatore |
| Tunisia        | Forum Democratico per il Lavoro e le Libertà         | Ettakatol – Forum démocratique pour le travail et les libertés | osservatore |

### Membri individuali
Il PSE comprende anche un certo numero di membri individuali, sebbene, come la maggior parte degli altri partiti europei, non abbia cercato di sviluppare un'adesione individuale di massa.
Di seguito è riportata l'evoluzione dell'adesione individuale al PSE dal 2019.
Membri individualiMembri individuali dei partiti politici europei0306090120150201920202021202220232024PSE